# Tristan da Cunha
| \| \| \| \| Flagge \| Wappen \| |                          |
| Währung                         | Pfund Sterling           |
| Zeitzone                        | UTC±0                    |
| ISO 3166-2                      | SH-TA                    |
| Internet-TLD                    | .sh                      |
| Telefonvorwahl                  | +290 8 +27 (Gough-Insel) |
| Flagge Tristan da Cunhas        | Wappen Tristan da Cunhas |
| Flagge                          | Wappen                   |

Tristan da Cunha (englisch [ˈtrɪstən də ˈkuːnə], portugiesisch [ˈtristɐn da ˈkuɲɐ]) ist eine Inselgruppe im südlichen Atlantischen Ozean, zu der neben der gleichnamigen 98 Quadratkilometer großen Hauptinsel Tristan da Cunha noch weitere, kleinere Inseln gehören. Auf der Hauptinsel, die als die abgelegenste bewohnte Insel der Welt gilt, leben 259 Einwohner (Stand Dezember 2023) im einzigen Ort Edinburgh of the Seven Seas. Die Inselgruppe bildet mit der Insel St. Helena und der Insel Ascension das Britische Überseegebiet St. Helena, Ascension und Tristan da Cunha und ist dort eine gleichberechtigte Einheit.

## Geographie

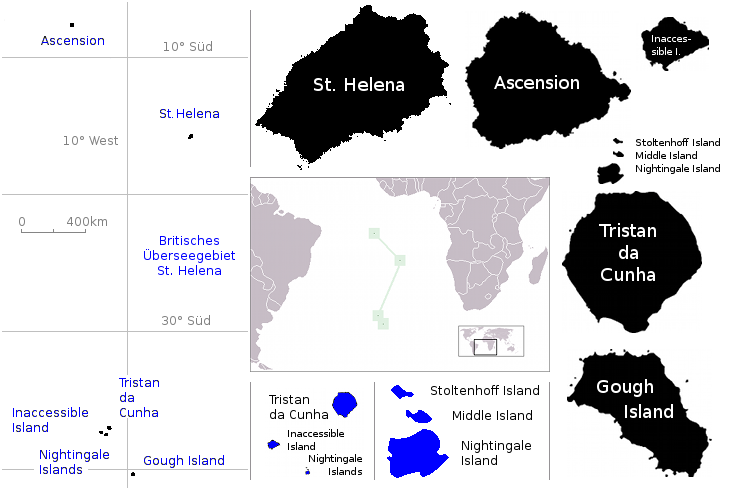
Lage und Inseln

Tristan da Cunha liegt im Südatlantik etwa 3200 km vom Cabo Frio in Brasilien sowie 2800 km vom Kap der Guten Hoffnung in Südafrika entfernt und ist Teil des Mittelatlantischen Rückens. Zum Archipel Tristan da Cunha gehören auch die 399 km in südsüdöstlicher Richtung gelegene Insel Gough mit einer bemannten Wetterstation sowie die 33 km südwestlich gelegenen, unbewohnten Inseln Inaccessible Island, Nightingale Island, Middle Island und Stoltenhoff Island. Nightingale, Middle und Stoltenhoff werden häufig als Nightingale Islands zusammengefasst.
| Insel               | Fläche [km²] | Einwohner |
| ------------------- | ------------ | --------- |
| Tristan da Cunha    | 98           | <270      |
| Gough Island        | 65           | <006      |
| Inaccessible Island | 14           | unbewohnt |
| Nightingale Island  | 02,6         | unbewohnt |
| Middle Island       | 00,2         | unbewohnt |
| Stoltenhoff Island  | 00,2         | unbewohnt |

### Klima
In Tristan da Cunha herrscht ein gemäßigtes, ozeanisch ausgeglichenes Klima mit regelmäßigen Niederschlägen, die über das ganze Jahr verteilt sind. Die jährliche Niederschlagsmenge beträgt durchschnittlich etwa 1680 Millimeter. Das Klima in Edinburgh ist durch die hohe Luftfeuchtigkeit geprägt. Zudem erreichen regelmäßig Stürme das Land, die der feuchten Luft Auftrieb geben, so dass sich beständige Wolken bilden. Es wird selten wärmer als 25 °C; Frost gibt es nur in den Hochlagen.
|                       | Jan  | Feb  | Mär  | Apr  | Mai  | Jun  | Jul  | Aug  | Sep  | Okt  | Nov  | Dez  |   |      |
| Mittl. Tagesmax. (°C) | 20   | 21   | 20   | 18   | 17   | 15   | 14   | 14   | 14   | 15   | 17   | 19   | ⌀ | 17   |
| Mittl. Tagesmin. (°C) | 16   | 17   | 16   | 15   | 13   | 11   | 11   | 10   | 10   | 11   | 13   | 15   | ⌀ | 13,1 |
|                       |      |      |      |      |      |      |      |      |      |      |      |      |   |      |
| Niederschlag (mm)     | 93   | 113  | 121  | 129  | 155  | 160  | 160  | 175  | 169  | 151  | 128  | 127  | Σ | 1681 |
|                       |      |      |      |      |      |      |      |      |      |      |      |      |   |      |
| Sonnenstunden (h/d)   | 4,48 | 5,08 | 4,67 | 4,30 | 3,53 | 3,30 | 3,35 | 3,38 | 3,97 | 4,25 | 4,57 | 4,22 | ⌀ | 4,1  |
|                       |      |      |      |      |      |      |      |      |      |      |      |      |   |      |
| Regentage (d)         | 18   | 16   | 17   | 20   | 23   | 23   | 25   | 26   | 24   | 22   | 18   | 19   | Σ | 251  |
|                       |      |      |      |      |      |      |      |      |      |      |      |      |   |      |
| Luftfeuchtigkeit (%)  | 79   | 77   | 75   | 78   | 78   | 79   | 79   | 79   | 78   | 79   | 79   | 80   | ⌀ | 78,3 |

| 16 |

| 17 |

| 16 |

| 15 |

| 13 |

| 11 |

| 11 |

| 10 |

| 10 |

| 11 |

| 13 |

| 15 |

| 16 |

| 17 |

| 16 |

| 15 |

| 13 |

| 11 |

| 11 |

| 10 |

| 10 |

| 11 |

| 13 |

| 15 |

### Geologie
Die Hauptinsel Tristan da Cunha ist die kegelförmige Spitze eines mächtigen untermeerischen Vulkans, der im 2060 Meter hohen Queen Mary’s Peak und im 1967 Meter hohen Mount Olav, den beiden höchsten Erhebungen des Kraterrandes, gipfelt. Geologisch interessant ist die Entwicklung der Vulkanketten im Südatlantik: In der Vergangenheit lag der Hotspot genau auf der Spreizungsachse des Mittelatlantischen Rückens. Dabei wurden auf südamerikanischer Seite die Paraná- und auf afrikanischer Seite die Etendeka-Flutbasalte gebildet. Verfolgt man die Vulkanketten des Walfischrückens und des Rio-Grande-Rückens in der Geschichte zurück, ergeben sich im Verlauf der Öffnung des Atlantiks zwei annähernde Geraden, welche sich in einem Winkel von etwa 120° bei Tristan da Cunha treffen. Somit kann man an diesem Beispiel gut sehen, dass es einen großen Unterschied zwischen der relativen und der absoluten Plattenbewegung gibt.
Die relative Plattenbewegung erfolgt rechtwinklig zum Mittelozeanischen Rücken, das heißt, die Afrikanische Platte bewegt sich nach Osten und die Südamerikanische Platte nach Westen. Absolut bewegt sich die Afrikanische Platte jedoch nach Nordosten und die Südamerikanische Platte nach Nordwesten, wodurch der Winkel, den die Vulkankette beschreibt, erklärt werden kann.

## Geschichte

### Gründung
Nach der Entdeckung durch den portugiesischen Seefahrer Tristão da Cunha im Jahr 1506 blieb die Insel zunächst lange Zeit unbewohnt. Nach mehreren niederländischen Landungen und Expeditionen auf der Insel Mitte des 17. Jahrhunderts wurde Tristan da Cunha erstmals im Sommer 1790/91 für längere Zeit bewohnt. US-amerikanische Walfänger, die hier sieben Monate lang Robben und Pinguine erbeuteten, bauten in dieser Zeit eine Basis aus Zelten auf der Insel auf, die sich etwa auf der Position der heutigen Siedlung befand.

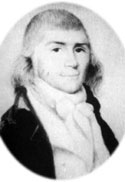
Jonathan Lambert

Der erste Siedler, der die Insel dauerhaft bewohnte, war der aus Salem, Massachusetts, stammende Jonathan Lambert, der gemeinsam mit zwei Begleitern plante, auf Tristan da Cunha einen wichtigen Handelsstützpunkt für Walfänger im Südatlantik zu errichten. Die Gruppe landete im Jahr 1810 auf der Insel. Kurz darauf erklärte sich Lambert zum „King of Tristan da Cunha“ („König von Tristan da Cunha“) und veröffentlichte am 18. Juli 1811 in der Tageszeitung Boston Gazette eine Mitteilung, in der er seine Besitznahme der Inseln erklärte und diese dabei in Islands of Refreshment (dt. Inseln der Erfrischung oder Erfrischungsinseln) umbenannte. Lambert starb nach Überlieferungen allerdings bereits am 17. Mai 1812. Da der einzige Überlebende von Lamberts Begleitern, Tommaso Curri, den nachfolgenden Siedlern keine klare Schilderung lieferte, ist Lamberts Tod bis heute nicht komplett überliefert und aufgeklärt. Es haben sich daher auf der Insel zahlreiche Legenden gebildet. Alle verbreiteten Darstellungen sprechen von einem Tod auf See, allerdings sind die genauen Umstände nicht geklärt.
Am 14. August 1816 nahm eine britische Garnison, die mit der HMS Falmouth auf der Insel gelandet war, Tristan da Cunha in Besitz und errichtete die militärische Basis Fort Malcolm. Hauptziel der britischen Garnison war, die Befreiung des auf St. Helena internierten Napoleon Bonaparte durch die Franzosen zu verhindern, die die Insel dazu ebenfalls als Basis hätten nutzen können. Zudem sollten US-amerikanische Schiffe die Insel nicht mehr wie im Britisch-Amerikanischen Krieg 1812–1814 als Basis nutzen können.
Die Admiralität, das britische Marineministerium, sah bereits 1817 eine deutlich geringere strategische Bedeutung der Insel, so dass die Garnison bereits im selben Jahr abzog. Zudem sank einige Monate vor dem Abzug das Schiff HMS Julia vor Tristan da Cunha, wobei 55 Menschen ums Leben kamen.
Nach dem Abzug blieben nur der schottische Korporal William Glass mit seiner Familie sowie zwei Südafrikaner, die als Steinmetze bei der Erbauung der Infrastruktur mitgearbeitet hatten, auf der Insel zurück. Sie unterzeichneten ein Abkommen, das allen Einwohnern der Gemeinde gleiche Rechte zukommen ließ. Unter anderem sollten alle Einnahmen und Ausgaben zu gleichen Teilen aufgeteilt werden und komplette Gleichberechtigung herrschen.

### Wachstum und Entwicklung

Bevölkerungsentwicklung von 1821 bis 1923

Am 22. Juli 1821 lief das Schiff Blenden Hall vor Inaccessible Island auf Grund. Bis auf zwei Personen überlebten alle der 84 Passagiere und der Crew. Nachdem die Überlebenden mehrere Monate auf Inaccessible verbracht hatten, gelang ihnen im zweiten Versuch die Überfahrt mit einem Segelboot Richtung Tristan da Cunha. Die Bewohner der Siedlung waren auf den Unfall aufmerksam geworden und brachten die Überlebenden an Land. Allerdings blieben nur sieben der Überlebenden auf der Insel, der Rest wurde kurze Zeit später mit der Brigg Nerinae nach Kapstadt gebracht.
Die Bevölkerung des Ortes wuchs aufgrund seiner Abgeschiedenheit nur langsam. Nur wenige der auf der Insel gestrandeten Personen oder Walfänger blieben dort dauerhaft, die meisten verließen die Insel nach einiger Zeit wieder Richtung Kapstadt. Auch Inselbewohner verließen gelegentlich Tristan da Cunha nach Südafrika, meist reisten sie dabei in größeren Gruppen. So siedelten etwa im Oktober 1857 mit der HMS Geyser 47 Einheimische in die Nähe von Kapstadt über, wobei die Bevölkerung in Edinburgh auf 23 sank.
Als Folge des Rückgangs der Walfangindustrie und der Eröffnung des Suezkanals 1869, der eine deutlich schnellere Verbindung nach Fernost ermöglichte als der Weg über den Südatlantik und um das Kap der guten Hoffnung, stieg die Isolation Tristan da Cunhas in den 1860er Jahren deutlich an. Immer weniger Schiffe machten auf der Insel Station.
Am 5. August 1867 landete die HMS Galatea während einer Weltreise vor Tristan da Cunha, deren Kommandant Prince Alfred von den Inselbewohnern zunächst auf dem Schiff empfangen und dann zu einem Besuch der Siedlung an Land gebracht wurde. Er ließ zudem eine große Menge an Waren vom Schiff auf die Insel liefern. Nach seiner Abreise schlug der Ortsvorsteher Peter Green vor, die Siedlung zu Ehren Prince Alfreds, der den Titel eines Duke of Edinburgh führte, Edinburgh zu nennen. Mit 105 Einwohnern wurde 1881 die bis dahin höchste Bevölkerung des Ortes aufgezeichnet.
Im Jahr 1885 wurden durch das Lifeboat Disaster genannte Unglück 15 von 19 männlichen, erwachsenen Bewohnern der Insel getötet: Da in diesem Jahr die Kartoffelernte ausgefallen war, brachen trotz schlechten Wetters am 8. November 1885 jene 15 Männer in einem Langboot auf, um mit dem zu diesem Zeitpunkt an der Insel vorbei segelnden Schiff West Riding im Tauschhandel Nahrungsmittel zu erhalten. Nachdem das Boot die Landspitze Big Point umrundet hatte, wurde es nicht mehr gesehen. Höchstwahrscheinlich kenterte das Boot in der rauen See und alle Insassen ertranken.
Im Ersten Weltkrieg strich die Admiralität das jährliche Versorgungsschiff, so dass die Insel während dieser Zeit vom Rest der Welt isoliert war. Über zehn Jahre hinweg soll die Insel abgeschnitten gewesen sein, bis durch die HMS Yarmouth die Nachricht über das Waffenstillstandsabkommen im Juli 1919 übermittelt wurde.

### Im Zweiten Weltkrieg
Nach Ausbruch des Zweiten Weltkrieges kam am 29. August 1940 zunächst die HMS Queen of Bermuda aus Durban auf Tristan da Cunha an, die einige Anlieferungen auf die Insel brachte. Die Royal Navy erstellte dabei einen umfangreichen Report über die derzeitige Situation auf der Insel.
Im Jahr 1942 errichtete die britische Marine eine geheime Station mit dem Codenamen Job 9 (später in HMS Atlantic Isle umbenannt) auf Tristan da Cunha. Diese sollte gegnerische U-Boote erkennen, die zu dieser Zeit auftauchen mussten, um Funkkontakt zu halten. Zudem wurde dort eine Radio- und Wetterstation betrieben, die aktuelle Daten zweimal täglich nach Kapstadt sendete. Das Stationspersonal bestand aus 16 ausgebildeten Freiwilligen (Tristan Defence Volunteers). Die Bewohner der Insel, die beim Bau der Station halfen, wurden zunächst mit Naturalien bezahlt, bevor im Dezember 1942 auf Tristan da Cunha mit dem britischen Pfund Sterling erstmals eine Währung eingeführt wurde.
Mit der Anwesenheit der Briten wurde die Infrastruktur von Edinburgh of the Seven Seas grundlegend modernisiert. Im Zweiten Weltkrieg wurden die Schule, das Krankenhaus und das erste Geschäft der Insel errichtet. Im Jahr 1943 erschien zudem die erste Ausgabe der regionalen Zeitung The Tristan Times. Außerdem erhielten alle Häuser des Ortes Anschluss an fließendes Wasser, des Weiteren wurde ein neues Abwassersystem eingerichtet.
Nach dem Krieg blieb die aufgebaute Infrastruktur größtenteils erhalten, da die britische Regierung auswärtiges Personal in die wichtigsten Ämter der Insel einsetzte, etwa in das des Administrators (ab 1950), des Betreibers der Radiostation, des Arztes im Krankenhaus oder der Lehrer.

### Vulkanausbruch im Oktober 1961

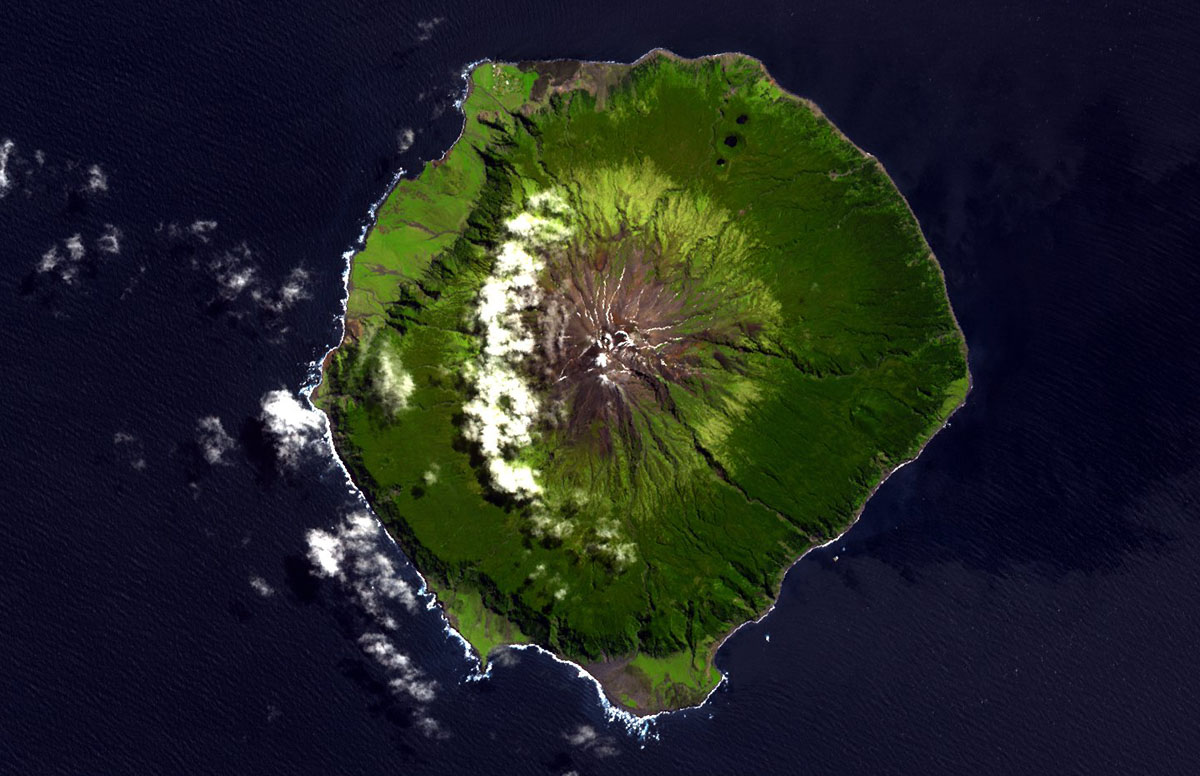
Satellitenbild der Hauptinsel Tristan da Cunha, der Ort der Eruption liegt im Norden östlich der Siedlung

Seit der Besiedlung der Insel waren bis zum Jahr 1961 keine vulkanischen Aktivitäten auf Tristan da Cunha verzeichnet worden. Erst im August und September 1961 wurden durch vulkanische Aktivitäten kleinere Erdbeben verursacht, die teilweise zu Bergstürzen an den Felswänden südlich von Edinburgh führten. Am 8. Oktober 1961 kam es zu einem stärkeren Erdbeben und zu Felsstürzen, von denen besonders der östliche Teil der Siedlung betroffen war. Östlich des Ortes entstand durch das Beben ein Riss im Erdboden. Dort formte sich aufgrund weiterer vulkanischer Aktivitäten ein Hügel, aus dem zwei Tage später der Ausbruch des Vulkans erfolgte. In einer eilig einberufenen Bürgerversammlung wurde beschlossen, die knapp 300 Bewohner des Ortes über Nacht zu den Potato Patches zu evakuieren.
Nach weiteren vulkanischen Aktivitäten bei Edinburgh wurde am 10. Oktober die Entscheidung gefällt, die Insel zu evakuieren. Dazu wurden die Bewohner mit zwei Schiffen zunächst auf die eigentlich unbewohnte Insel Nightingale Island gebracht, wo sie in Schuppen übernachteten. Am 11. Oktober wurde die Bevölkerung mit dem niederländischen Schiff Tjisadane nach Kapstadt gebracht, wo sie fünf Tage später ankamen. Von Kapstadt aus brachte sie die RMS Stirling Castle mit Ankunft am 3. November nach Southampton. Wohnort der Insulaner war der etwa 10 Kilometer südwestlich von Southampton gelegene Küstenort Calshot.
Die Regierung des Vereinigten Königreichs ging zunächst davon aus, dass die Evakuierung der Insel dauerhaft war, und wollte die kostspielige Rückkehr der Bewohner nach Tristan da Cunha verhindern. Anfang des Jahres 1962 kam eine Expedition der Royal Society jedoch zu dem Ergebnis, dass die Insel wieder bewohnbar sei. Am 8. September erreichte eine Gruppe, die aus zwölf Inselbewohnern bestand, die Insel und sollte den Weg für den Wiederaufbau ebnen. Das British Colonial Office wollte die Rückkehr trotzdem verhindern und ordnete eine Abstimmung über die Rückkehr der Bewohner nach Tristan da Cunha an. Mit 148:5 Stimmen votierte eine deutliche Mehrheit für die Rückkehr. Nur wenige Inselbewohner blieben im Vereinigten Königreich.

### Geschichte bis heute
Nachdem die Inselbewohner, die nicht im Vereinigten Königreich geblieben waren, über Rio de Janeiro und St. Helena mit dem Schiff nach Tristan da Cunha zurückgebracht worden waren, begann der Wiederaufbau der beim Vulkanausbruch zerstörten Gebäude. Vor allem die Langustenfabrik, die sich am Big Beach in unmittelbarer Nähe des Ausbruchs befunden hatte, war erheblich zerstört und wurde daher am Hafen neu aufgebaut. Der Hafen wurde bei dem Ausbruch ebenfalls so stark zerstört, dass er 1965 neu errichtet werden musste. Nach dem Wohnort der Inselbewohner in England wurde er Calshot Harbour benannt. Auch die zahlreichen beschädigten Wohnhäuser wurden repariert.
Im Jahr 1966 entschieden sich 35 Bewohner, nach Großbritannien zurückzukehren, da sie vom Leben auf der Insel desillusioniert waren. Durch die Auswanderer wurde Tristan da Cunha besser bekannt und unter anderem häufiger von Kreuzfahrtschiffen angelaufen, darunter von der Queen Elizabeth 2 im Jahr 1979.
Am 21. Mai 2001 wurde Edinburgh of the Seven Seas von einem starken Orkan getroffen, der fast alle Häuser im Ort erheblich beschädigte. Besonders betroffen waren die Prince Philip Hall, das Krankenhaus und die Langustenfabrik. Allerdings wurde keiner der Ortsbewohner stärker verletzt. Die Inselbewohner halfen freiwillig und unbezahlt beim Reparieren der Sturmschäden, wobei vor allem die Dächer erneuert werden mussten. Der Schaden belief sich auf etwa £45.000.
Am 27. November 2011 erreichte die Segel-Regattayacht Mar Mostro unter Motor und Hilfs-Rigg die Ortschaft,
nachdem ihr eine Woche zuvor der Mast gebrochen war. Die Mar Mostro befand sich mit fünf weiteren Yachten auf der ersten Etappe des Volvo Ocean Race. Die Bewohner von Edinburgh bereiteten den Seglern einen überwältigenden Empfang und bewirteten sie während des zweiwöchigen Aufenthalts, der nötig war, um ein Frachtschiff von Kapstadt nach Tristan da Cunha zu bringen. Dieses hievte die Yacht vom offenen Wasser an Deck und brachte sie zur Reparatur nach Kapstadt.

## Bevölkerung und Kultur
Am 23. März 2023 lebten 235 Menschen auf der Inselgruppe. Sie verteilen sich traditionell auf sieben Familiennamen, und zwar Glass, Green, Hagan, Lavarello, Repetto, Rogers und Swain. Durch Zuzüge kommen inzwischen auch andere Namen vor.
Mit dem British Overseas Territories Act 2002 wurde allen Bürgern von Tristan da Cunha die volle britische Staatsbürgerschaft zugesprochen. Sie können daher ohne Formalitäten in das Vereinigte Königreich einreisen und dort leben und arbeiten.

### Kultur
Die Kultur ist stark durch die britische Kultur geprägt, die die Inselbewohner nach dem Vulkanausbruch 1961 zwei Jahre erlebten. Viele Elemente der britischen Kultur wurden nach der Rückkehr auf die Insel dorthin übernommen, beispielsweise regelmäßige Tanzveranstaltungen, die in der Prince Philip Hall stattfinden.

Skizze eines traditionellen Langboots

Seit Ende des 19. Jahrhunderts werden auf Tristan da Cunha die traditionellen Langboote gebaut, mit denen die Inselbewohner früher zwei- bis dreimal im Jahr zur gut 40 Kilometer entfernten Insel Nightingale Island hinüberfuhren. Dort sammelten sie unter anderem Eier sowie Guano als Düngemittel, außerdem erbeuteten sie in einer gemeinsamen Jagd Fleisch und Fett von Sturmtauchern. Bis heute besuchen die Inselbewohner Nightingale, allerdings meist mit motorisierten Festrumpfschlauchbooten.
Obwohl im Ort auch Vereine existieren, ist das soziale Leben in Edinburgh sehr begrenzt. Wie auf anderen isolierten Inseln ist der Alkoholkonsum auf Tristan da Cunha sehr hoch. Feste werden sehr gerne gefeiert, und bei jedem Geburtstag oder ähnlichen Anlass ist die gesamte Insel eingeladen. Ein durchschnittlicher Erwachsener trinkt in der Woche etwa einen Liter Whisky, was einen hohen Anteil der Ausgaben einer Durchschnittsperson ausmacht. Die Lebenserwartung ist trotzdem etwa so hoch wie im Vereinigten Königreich.
50 % der Bevölkerung auf Tristan da Cunha leiden aufgrund familiärer Vererbung an Asthma bronchiale.

### Sprache
Auf Tristan da Cunha wird ausschließlich die Amtssprache Englisch gesprochen. Durch die verschiedenen Spracheinflüsse der Siedler hat sich auf der Insel allerdings ein eigener Dialekt entwickelt, der in den 1820er Jahren entstanden ist. Wichtigste sprachliche Einflüsse sind das britische Englisch sowie die im Nordosten der USA, in der südafrikanischen Tafelbucht-Region und auf St. Helena gesprochenen Dialekte des Englischen. Der Dialekt nahm verschiedene markante Merkmale anderer Dialekte auf und strukturierte sich während seiner Entwicklung immer wieder um. Trotzdem nahm er aufgrund der Abgeschiedenheit der Insel nur wenige Elemente anderer Sprachen auf.
Der auf Tristan da Cunha gesprochene Dialekt unterscheidet sich von der englischen Standardsprache sowohl in der Aussprache als auch in der Grammatik, beispielsweise bei der Bildung von Verbformen, Steigerung von Adjektiven und Fragestellungen.

### Bildung
Im 19. Jahrhundert besuchten einige Kinder der Familie Glass Schulen in England oder Südafrika. Auf der Insel dienten meist Besucher als Lehrer. Der erste fest angestellte Lehrer des Ortes war Benjamin Pankhurst, der von 1830 bis 1832 unterrichtete. Im späten 19. Jahrhundert gründete der Pfarrer Rev Taylor die erste Schule des Ortes, die bis 1923 mit der Kirche in einem Haus untergebracht war. Im Zweiten Weltkrieg wurde der Unterricht im Marinestützpunkt abgehalten. Das Gebäude wurde aufgrund seiner Größe noch bis 1975 als Schule weitergenutzt. Heute gibt es ein separates Schulgebäude, in dem wechselnde Lehrer aus England unterrichten.
Im Jahr 2006 wurde anlässlich der Feierlichkeiten zum 500. Jubiläum der Inselentdeckung ein Treuhandfonds eingerichtet, der den Schülern der Insel ein Studium an einer Universität außerhalb von Tristan da Cunha ermöglichen soll. Derzeit absolvieren die Jugendlichen nach dem Schulabschluss ein Ausbildungsprogramm in verschiedenen Ministerien der Insel, bevor sie einen Posten annehmen.

## Politik

Der Union Jack des Administrators beinhaltet das Wappen Tristan da Cunhas

Der Gouverneur von St. Helena ist auch Gouverneur von Tristan da Cunha.
Die Regierung von Tristan da Cunha wird von einem Verwalter (englisch Administrator) angeführt, der direkt vom Mutterland entsandt und vom Gouverneur ernannt wird. Dieser steht dem Inselrat (englisch Island Council) vor und ist das höchste Amt auf Tristan da Cunha. Aktueller Administrator ist seit dem 25. September 2023 Philip Kendall. Der Administrator ist in der Regel kein Inselbewohner, sondern wohnt nur für die Dauer seiner Amtszeit auf Tristan da Cunha. Offizieller Wohnsitz des Administrators ist The Residency im östlichen Teil von Edinburgh.
Der Inselrat wird seit 2002 – in aller Regel – alle drei Jahre von der wahlberechtigten Bevölkerung der Insel gewählt. Dabei existieren weder politische Parteien noch Wahlkreise. Die acht Kandidaten, die bei der Wahl die meisten Stimmen erhalten haben, ziehen direkt in das Gremium ein, zudem ernennt der Administrator drei weitere Mitglieder, wodurch ein politisches Gleichgewicht im Rat hergestellt werden soll. Der Administrator sitzt dem Rat vor. Der Inselrat tritt etwa alle drei Monate im Regierungsgebäude, dem Administration Building, zusammen.
Eines der elf Ratsmitglieder wird, sofern es mehr als einen Kandidaten gibt, in einer separaten Abstimmung zum Chief Islander gewählt. Dieser ist der Stellvertreter des Administrators und vertritt auch gelegentlich die Insel im Ausland. Der stellvertretende Chief Islander wird in der ersten Sitzung des Inselrats gewählt. Aktueller Chief Islander ist James Glass.
Neben dem Inselrat gibt es zwölf Ministerien (departments), die jeweils einen Vorsitzenden haben. Die Vorsitzenden treffen sich gelegentlich mit dem Inselrat zu einer gemeinsamen Sitzung.

## Wirtschaft und Infrastruktur

### Wirtschaft

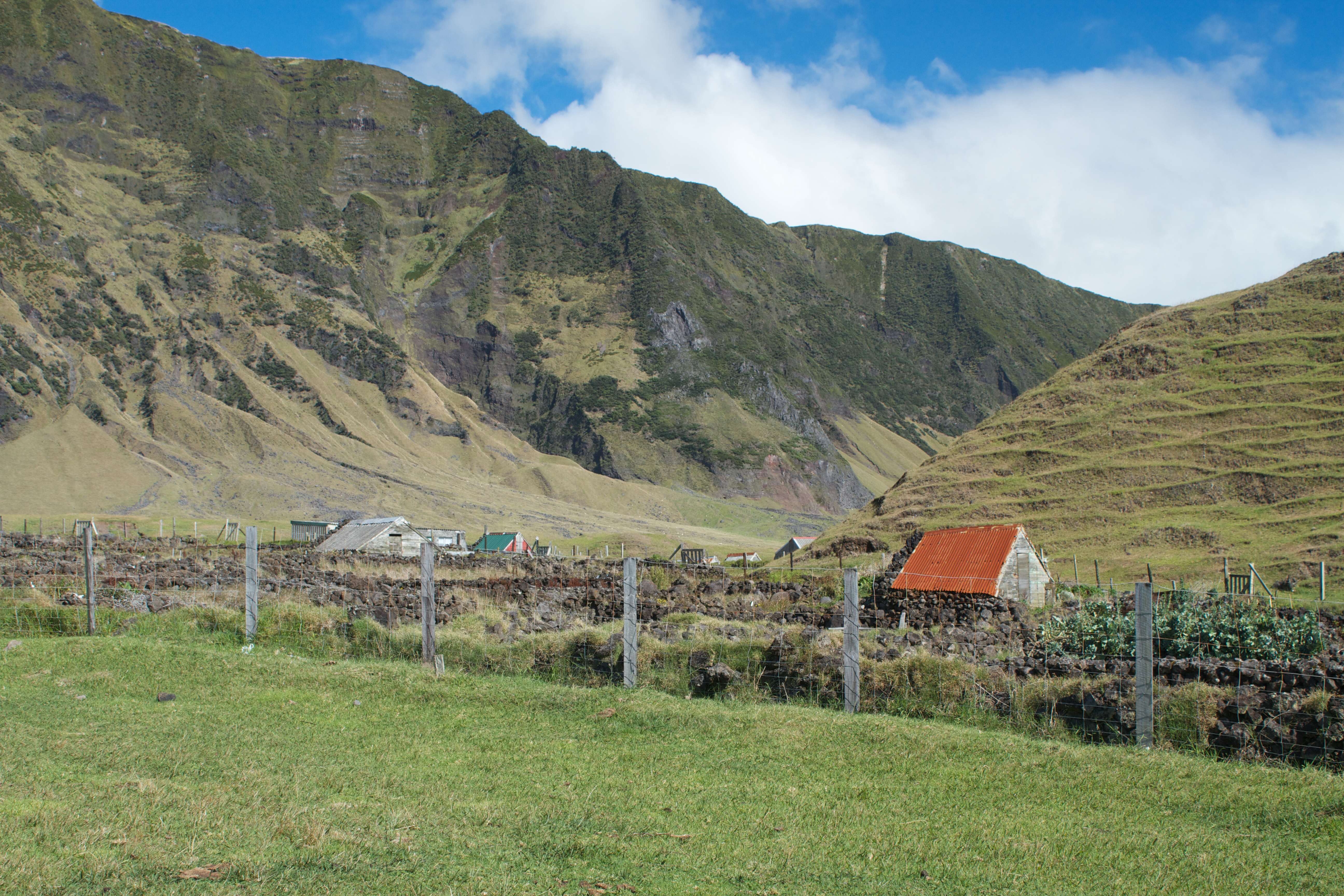
Kartoffelfelder auf Tristan da Cunha

Der Hauptwirtschaftszweig auf Tristan da Cunha ist der Langustenfang und -vertrieb. Die Langustenfabrik ist der größte Arbeitgeber in Edinburgh. Dort wird die nur in den Gewässern um Tristan da Cunha und am knapp 2000 Kilometer nordöstlich gelegenen Seamount Vema endemische Langustenart Jasus tristani zu Tiefkühlprodukten verarbeitet. Im Jahr 1948 erhielt das südafrikanische Unternehmen South Atlantic Islands Development Corporation (SAIDC) die Lizenz zum Fang und zur Verarbeitung von Langusten auf Tristan da Cunha; die Rechte hält heute das Nachfolgeunternehmen Ovenstone Agencies (Pty) Ltd. Vor 1948 wurde der Langustenfang nur zur Selbstversorgung betrieben. Die Fabrik, die zunächst östlich von Edinburgh am Big Beach angesiedelt war, wurde beim Vulkanausbruch 1961 stark zerstört, aber am Hafen neu aufgebaut. Die höchste Produktion erreichte die Fabrik im Jahr 1972, als 857 t Langusten gefangen und verarbeitet wurden, in der Fischereisaison 2008/09 waren es insgesamt 435 t. Die Langusten werden durch neun Hochleistungsboote hauptsächlich mit speziellen Hummerfallen oder Keschern gefangen. In der Nacht vom 12. auf den 13. Februar 2008 brannte die Fabrik vollständig aus und musste neu aufgebaut werden. Am 17. Juli 2009 wurde sie feierlich wiedereröffnet.
Die Lizenzgebühr für den Langustenfang macht über 80 % der Einkommen des Überseegebiets Tristan da Cunha aus. Die Produkte werden derzeit hauptsächlich in die Vereinigten Staaten und nach Japan exportiert, aktuell steigt man zudem in den chinesischen Markt ein. Auf der Insel gibt es Bestrebungen, die Langusten auch in die Europäische Union zu exportieren. Seit 2009 befindet sich die Fischerei im Bewertungsverfahren für das Umweltsiegel des Marine Stewardship Council (MSC).
Neben dem Fischfang sind die Landwirtschaft sowie die Schafzucht zur Erzeugung von Wolle auf der Insel von Bedeutung. Zudem soll in den nächsten Jahren auch der Tourismussektor ausgebaut werden.
Im Gegensatz zu St. Helena und Ascension, wo das eigene St.-Helena-Pfund herausgegeben und als offizielles Zahlungsmittel genutzt wird, ist die offizielle Währung auf Tristan da Cunha das britische Pfund Sterling. Obwohl die 2004 gegründete Bank of St. Helena keine Niederlassung auf Tristan da Cunha besitzt, sind die Inselbewohner berechtigt, deren Dienste zu nutzen.

### Verkehr

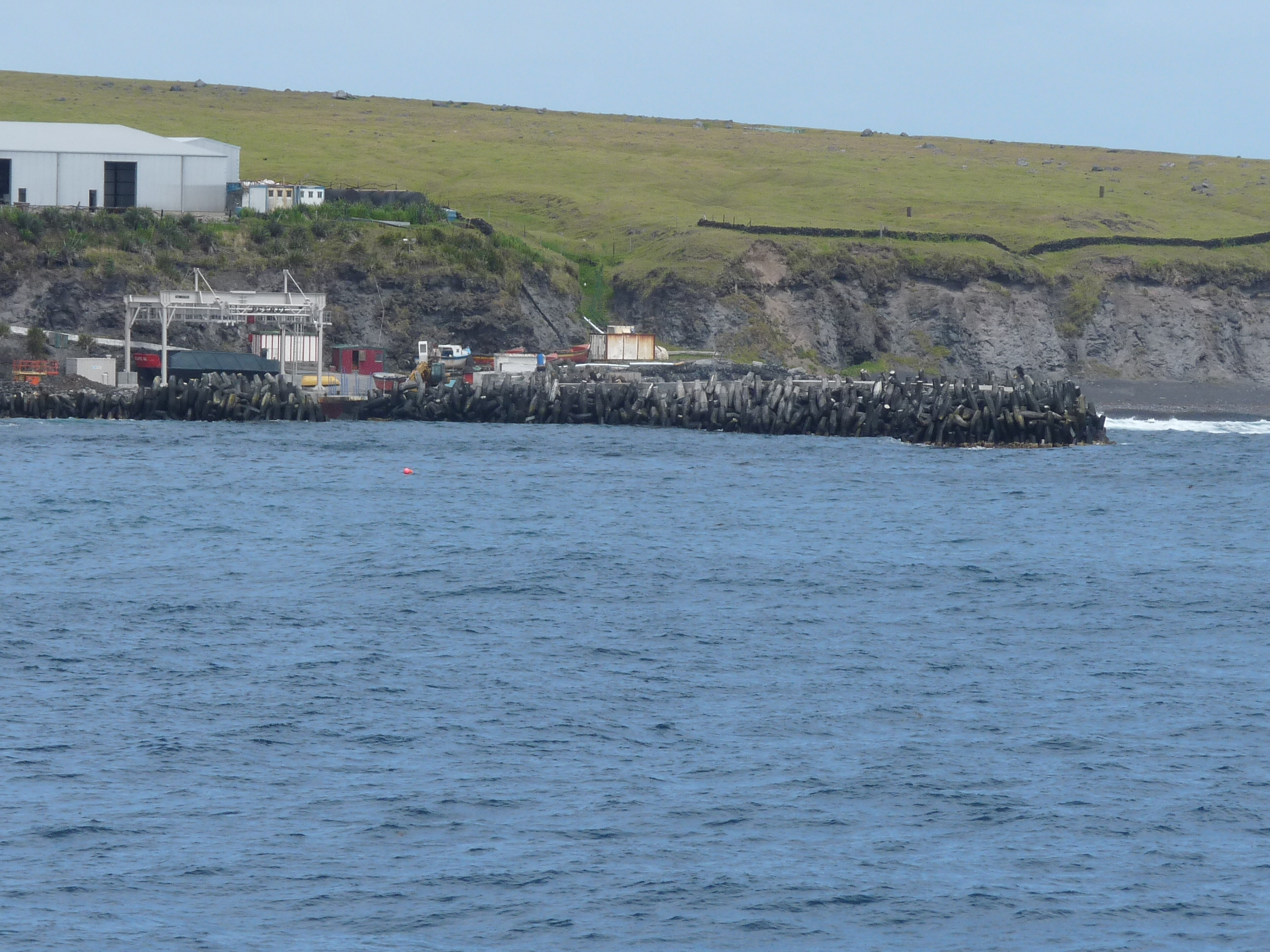
Der Hafen Calshot Harbour

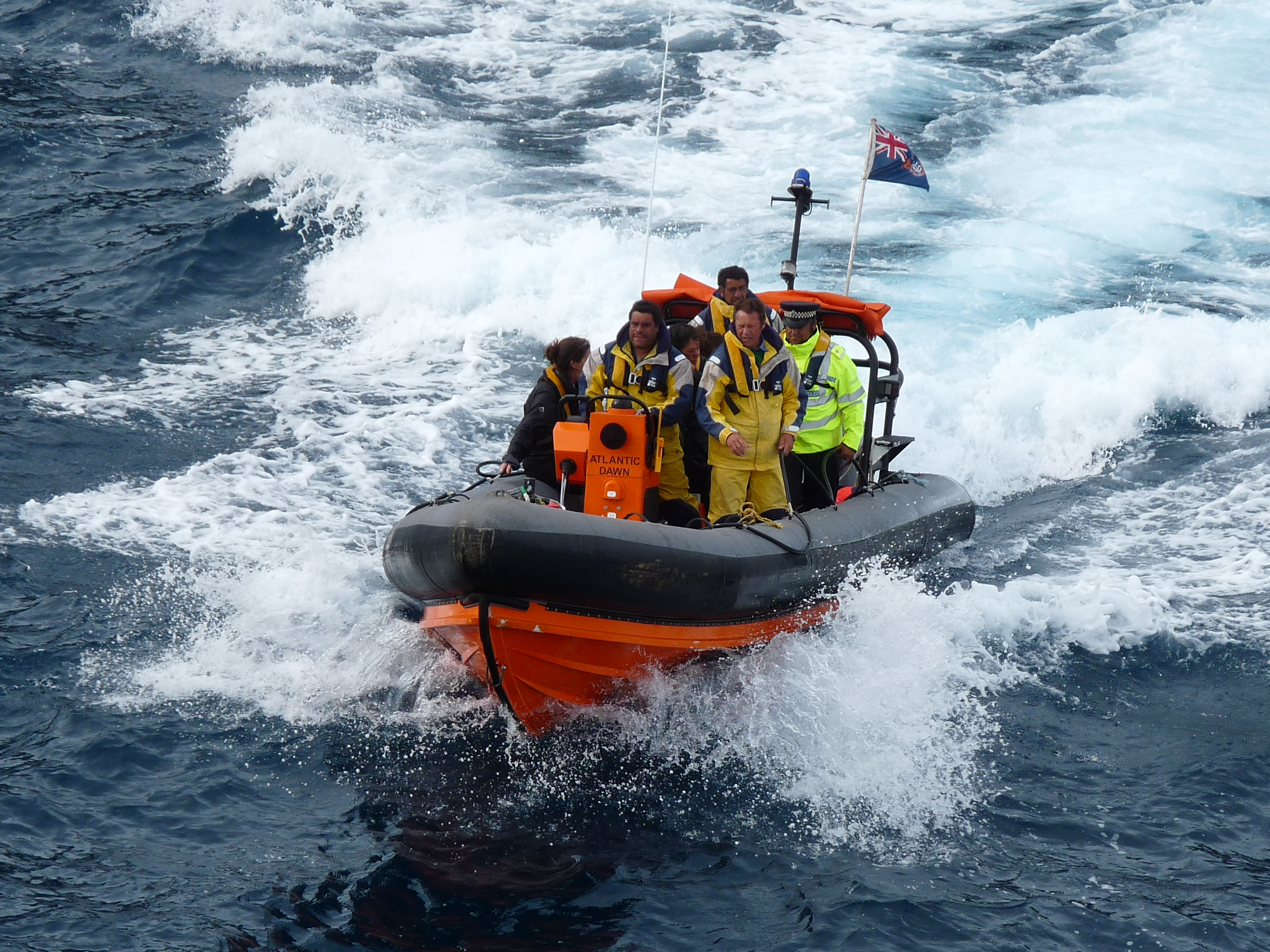
Touristen werden mit einem Boot an Land gebracht

Da auf Tristan da Cunha kein Flughafen und keine Landebahn existieren, kann Edinburgh of the Seven Seas nur mit dem Schiff erreicht werden. Der kleine Fischerhafen Calshot Harbour liegt im Norden des Ortes. Im Jahr verkehren von Kapstadt aus etwa acht bis zehn Schiffe (Trawler, Versorgungsschiffe oder Kreuzfahrtschiffe), die meist vor der Insel ankern. Von dort aus kann man mit einem kleineren Boot oder per Helikopter an Land gelangen. Diese Schiffe transportieren auch die Post sowie einige Versorgungsmaterialien, die auf der Insel benötigt werden. Abhängig von den äußeren Bedingungen kann die Fahrt auf die Insel zwischen fünf und fünfzehn Tage dauern. Im Jahr gibt es etwa zehn geplante Verbindungen zur Insel.
Bis ins Jahr 2003 existierte eine regelmäßige Postschiffverbindung von Portland (U.K.) nach Ascension – St. Helena – Tristan da Cunha, die einmal im Jahr von der St. Helena befahren wurde. Seitdem verkehrte das Postschiff nur noch bis St. Helena, der Abschnitt bis Tristan da Cunha wurde nur 2006 zum 500-jährigen Jubiläum der Inselentdeckung noch einmal befahren. Vom 4. bis 6. Januar 2018 besuchte die RMS St. Helena noch ein letztes Mal vor ihrer Außerbetriebsetzung am 28. Februar 2018 Tristan da Cunha.
Der Ort ist durch ein kleines Netz von Straßen erschlossen. Gelegentlich kommt es vor, dass an der einzigen größeren Straßenkreuzung des Ortes Verkehrskontrollen durchgeführt werden. Die einzige Straße, die den Ort verlässt, ist die etwa 4,5 Kilometer lange und ebenfalls unbefestigte Straße zu den Potato Patches, an der es nur zwei Ausweichmöglichkeiten gibt. Auf dieser Straße verkehrt auch ein öffentlicher Kleinbus.

### Infrastruktur
Nur wenige Meter westlich der Siedlung betreibt die CTBTO drei verschiedene Überwachungsstationen zur Aufdeckung von Nuklearversuchen. Die Station „IS49“ misst Infraschall, „RN68“ ist zur Radionuklid- und Edelgaserkennung in der Luft ausgelegt und die Hydroakustik-Station „HA09“ überwacht das Meer auf eventuelle unterseeische Explosionen von Nuklearwaffen. Für den Betrieb der drei Stationen wurde eine konstante Energiequelle benötigt, die im Zuge des Baus auf der Insel eingerichtet wurde. Damit wurde Edinburgh erstmals 24 Stunden am Tag durchgehend mit elektrischem Strom versorgt. Die Netzspannung im Stromnetz von Tristan da Cunha beträgt 240 V, die Netzfrequenz 50 Hz.
Zudem befindet sich ein geomagnetisches Observatorium, betrieben vom Helmholtz-Zentrum Potsdam – Deutsches GeoForschungsZentrum in der Nähe der CTBTO-Station.
Das einzige Krankenhaus des Ortes, das Camogli-Gesundheitszentrum, befindet sich an einem exponierten Ort am südwestlichen Ende des Ortes.
Neben den im Tristan’s Museum untergebrachten Handwerksladen gibt es in Edinburgh einen Supermarkt. Die dort angebotenen Lebensmittel werden meistens mit dem Schiff auf die Insel transportiert. Dem Geschäft schließt sich ein Warenlager an.

### Kommunikation
Bis ins Jahr 2005 konnte Post in den Ort schwer zugestellt werden, da dieser bis dahin keine Postleitzahl besaß. Zudem wurde nach „Edinburgh“ adressierte Post häufig falsch zugestellt, da der Ort beim Verteilen häufig mit dem schottischen Edinburgh verwechselt wurde. Im Oktober 2005 erhielt Edinburgh of the Seven Seas nach einem Beschluss der Royal Mail wie die gesamte Inselgruppe Tristan da Cunha als drittletztes britisches Überseegebiet die Postleitzahl TDCU 1ZZ. Ziel dabei war es vor allem, den Bewohnern der Insel Online-Einkäufe zu ermöglichen. Zuvor hatten die Online-Händler Zustellungen auf die Insel verweigert. Bei der Einrichtung der Postleitzahl arbeitete die Royal Mail mit dem Foreign and Commonwealth Office und dem Weltpostverein zusammen.
Bis zum Juni 2006 wurde der Telefon- und Internetzugang der Einwohner mit Satellitentelefonen via Cape Town Radio abgewickelt. Dies führte zu extrem hohen Preisen bei der Telekommunikation. So musste für ein Telefonat £1,83 pro Minute und für eine E-Mail ein Preis von £6,50 gezahlt werden. 2006 wurde mit Hilfe von Global Crossing eine Satellitenverbindung in die britische Hauptstadt London geschaffen, wodurch eine günstige Internetverbindung sowie Telefonate zum gleichen Preis wie in London (2p nach Großbritannien, 5p nach Deutschland, 27p nach Südafrika etc.) ermöglicht wurden. Zudem wurde die Datenübertragungsrate von zwölf Leitungen von 64 Kbit/s auf 256 Kbit/s erhöht. Erstmals konnten die Ortsbewohner E-Mail kostenlos versenden. Seit September 2007 besitzt jeder Haushalt in Edinburgh ein funktionierendes Satellitentelefon. Zudem wurde im Administration Building ein Internetcafé eingerichtet, das vor allem Benutzern von Laptops Platz bietet.
Neben dem britischen BFBS Radio 1 kann in Edinburgh seit 2008 der auf St. Helena beheimatete Sender „Saint FM“ empfangen werden. Dabei wird auf Tristan da Cunha der Internet-Livestream des Senders heruntergeladen und für den Radioempfang aufbereitet ausgestrahlt. Zudem betreibt die Inselbewohnerin Laurian Rogers den lokalen Sender „Atlantic FM“, der sein Programm seit Januar 2008 ausstrahlt.

## Literarische Rezeption
Der Schriftsteller Arno Schmidt glaubte, in der Insel die Vorlage für den Roman Insel Felsenburg von Johann Gottfried Schnabel gefunden zu haben, und schrieb darüber einen Funk-Essay.
Edgar Allan Poe beschreibt die Inselgruppe ausführlich im 15. Kapitel seines Romans Der Bericht des Arthur Gordon Pym von 1838.
Erich Wolfgang Skwara beschreibt in seinem 1992 erschienenen Roman Tristan Island einen ehemaligen österreichischen Diplomaten und dessen skurrilen Plan, Tristan da Cunha mit einem Schiff vor die Küste Südkaliforniens zu schleppen. In die Erzählung verwoben sind vielfältige Informationen über die Geschichte und die Bewohner der Inselgruppe.
Im Roman Tristan da Cunha oder die Hälfte der Erde des österreichischen Schriftstellers Raoul Schrott, erschienen 2003, bildet die ausführlich geschilderte Landschaft und Geschichte der Insel den Hintergrund für komplexe Liebesgeschichten.
Die finnische Schriftstellerin Marianna Kurtto lässt die Handlung ihres Romans Tristania hauptsächlich auf der Insel spielen. Es gibt neben dem Vulkanausbruch 1961 viele Referenzen auf die Geschichte der Insel.
Eine der bekanntesten Darstellungen der Insel in der Weltliteratur findet sich in dem Roman Die Kinder des Kapitän Grant aus Jules Vernes Romantrilogie der Südhalbkugel (die anderen beiden Teile sind 20.000 Meilen unter dem Meer und Die geheimnisvolle Insel). Darin wird auf Grund des Fundes einer nur bruchstückhaft lesbaren Flaschenpostnachricht von Schiffbrüchigen der als einziges sicher entzifferbare 37. Breitengrad der Südhalbkugel rund um die Erde erkundet, was Jules Verne, wie in fast all seinen Romanen, mit einer für seine Zeit ungewöhnlich genauen und – dichterische Freiheit einbezogen – objektiven Beschreibung von Land und Leuten verbindet.
Das Kapitel Quecksilber des Buches Das periodische System von Primo Levi spielt auf Tristan da Cunha, auch wenn im Kapitel der Name der Insel nicht explizit genannt wird. Die Beschreibungen der Insel und Kommentare Levis in einem anderen Kapitel lassen aber keine Zweifel daran, dass die Insel gemeint ist.
Der Roman Unter dem Pflaster liegt der Strand von Johan Harstad spielt in einer zentralen Passage auf der Insel.